# Helmuth Brinkmann
Helmuth Brinkmann, né le 12 mars 1895 et mort le 26 septembre 1983, est un militaire allemand.
Vice-amiral dans la Kriegsmarine pendant la Seconde Guerre mondiale, il a commandé le croiseur lourd Prinz Eugen.
Avant la Seconde Guerre mondiale, il commandait l'aviso Grille, le yacht d'État d'Adolf Hitler.